# Erica veitchii
Erica veitchii là một loài thực vật có hoa trong họ Thạch nam. Loài này được Bean mô tả khoa học đầu tiên năm 1905.